# Marie-Adelaide-Lepra-Zentrum
Das Marie-Adelaide-Lepra-Zentrum (MALC), englisch Marie Adelaide Leprosy Centre ist ein medizinisches Versorgungszentrum für Lepra-, Tuberkulosekranke und Sehbehinderte in Karatschi-Saddar.

## Geschichte
Die deutsche Lepraärztin und Ordensschwester Ruth Pfau gründete im Jahr 1962 das Marie Adelaide Lepra Zentrum in Karatschi. Es wurde nach Adélaïde-Marie Champion de Cicé, der Begründerin der Gesellschaft der Töchter vom Herzen Mariä, benannt. Nach dem Jahr 1962 wirkte ebenfalls Inayat K. Gill bei der Behandlung von Leprakranken eine Zeitlang mit. Von Anfang der 1990er Jahre engagierte sich die Paderborner Internistin Hanne Glodny über 20 Jahre für die Kranken. 
In den folgenden Jahrzehnten sind Zweigstellen in Azad Kashmir, Belutschistan, Gilgit-Baltistan, Khyber Pakhtunkhwa und Sindh gegründet worden. Die ärztlichen Behandlungen sind für die Patienten kostenfrei. Es helfen freiwillige Spezialisten, aber das Personal besteht hauptsächlich aus ehemaligen Patienten, ausgebildet um die Krankheit zu diagnostizieren, zu behandeln und Akten zu führen. Erst seit 1982 ist Lepra heilbar. Aufgrund der Erfahrungen und mit gezielter Medikation sind die Infektionskrankheiten innerhalb von sechs bis zwölf Monaten heilbar.
Der Deutsche Lepra- und Tuberkulosehilfe e. V. (DAHW) in Würzburg ist seit den 1960er Jahren einer der Hauptförderer des Versorgungszentrums MALC in Pakistan. In Zusammenarbeit mit der Christoffel-Blindenmission bekämpft das Hilfswerk MALC Augenerkrankungen, die vorher zu Erblindungen führten.